# Gare de Chèvremont
Gare de Chèvremont vasútállomás Franciaországban, Chèvremont településen.

## Vasútvonalak
Az állomást az alábbi vasútvonalak érintik:
- Párizs–Mulhouse-vasútvonal

## Kapcsolódó állomások
A vasútállomáshoz az alábbi állomások vannak a legközelebb:
- Gare de Belfort
- Gare de Petit-Croix